# 奧克尼內
48°55′48″N 38°52′22″E / 48.93000°N 38.87278°E
奧克尼内（烏克蘭語：Окнине）是位於烏克蘭東部的村莊，由盧甘斯克州夏斯季耶区的新艾達爾市鎮負責管轄。該村始建於1958年，面積0.79平方公里，海拔高度152米，2001年人口104，人口密度每平方公里131.7人。